# Roanoke Jug Band
Die Roanoke Jug Band war eine US-amerikanische Old-Time-Band, die in den 1920er- und 1930er-Jahren in der Umgebung von Roanoke, Virginia, spielte.

## Karriere
Die Roanoke Jug Band wurde in den 1920er-Jahren von sechs Bahnarbeitern gegründet. Roanoke war damals ein Zentrum der Eisenbahn und Knotenpunkt vieler Verbindungen. Alle Mitglieder arbeiteten in der Woche bei der „American Viscose Company“ und spielten am Wochenende zusammen in der Umgebung auf Barn Dances oder anderen Veranstaltungen. Auch im Programm von Roanokes Radiosender WDBJ war die Gruppe zu hören. Trotz ihres Namens nutzte die Roanoke Jug Band kein Jug als Instrument, obwohl sie auf ihren Auftritten immer ein solches Instrument auf der Bühne stehen hatten.
1929 wurde die Band von OKeh Records eingeladen, in Richmond, Virginia, Plattenaufnahmen zu machen. Die ungefähr 50 Meilen entfernte Stadt war die größte Entfernung, die die Mitglieder in ihrem Leben bis dahin zurückgelegt hatten. Die Session produzierte vier Songs, von denen alle bei OKeh veröffentlicht wurden. Obwohl sich die Platten gut verkauften kamen keine weiteren Aufnahmen zustande.
Die Roanoke Jug Band kehrte nach Roanoke zurück und die Musiker arbeiteten weiterhin als Eisenbahner, während sie an den Wochenenden auftraten. Durch die starke wirtschaftliche Lage Roanokes traf die Depression die Region schwächer als andere Teile des Landes. Bis in die 1930er-Jahre hinein trat die Roanoke Jug Band weiterhin auf, ging dann aber auseinander. 1971 führte die Digital Library of Appalachia Interviews mit Gitarrist Ray Barger durch.
In der Gegenwart gibt es die New Roanoke Jug Band, die ebenfalls Old-Time spielt und auch mit Alben auf sich aufmerksam macht.

## Diskografie
| Jahr         | Titel                             | #        | Anmerkungen |
| OKeh Records |                                   |          |             |
|              | Johnny Lover / Stone Mountain Rag | OK 45423 |             |
|              | Triangle Blues / Home Brew Rag    | OK 45393 |             |